# Vigintisexvirat
Ne doit pas être confondu avec Vigintivirat.
Le vigintisexvirat est, durant la République romaine, un collège de vingt-six magistrats mineurs (magistratus minores) répartis en six sous-collèges :
- les triumvirs monétaires (triumviri monetales), trois magistrats chargés de contrôler la frappe des monnaies sous la direction des questeurs ;
- les decemviri stlitibus iudicandis, collège de dix juges chargés des litiges mineurs (en latin stlis, stlitis), notamment pour les affaires de succession ;
- les quattuorviri viis in urbe purgandis, collège de quatre magistrats chargé de contrôler l'entretien des rues de Rome qui servent comme auxiliaires des édiles ;
- les triumviri capitales ou triumviri nocturni, trois magistrats chargés de la surveillance des incendies et du maintien de l'ordre la nuit, sous la direction des tribuns de la plèbe et des édiles ;
- les duoviri viis extra urbem purgandis ou duoviri curatores viarum, deux magistrats chargés de l'entretien des routes autour de Rome ;
- les praefecti Capuam Cumas, quatre préfets envoyés à Cumes et à Capoue en Campanie pour y administrer la justice.

Auguste réduit le nombre de magistrats à vingt en supprimant les duoviri viis extra urbem purgandis et les praefecti Capuam Cumas. Le collège est alors appelé vigintivirat sous l'Empire.